# Altar (nizozemská hudební skupina)
Altar (česky oltář) byla nizozemská death metalová kapela založená v roce 1990 ve městě Hardenberg (provincie Overijssel). Předchůdcem byla v letech 1988–1990 kapela Manticore. Kapela byla ateisticky a anti-křesťansky zaměřená.
Debutové studiové album Youth Against Christ vyšlo v roce 1994.
V roce 2007 se definitivně rozpadla. Celkem vydala pět dlouhohrajících alb.

## Logo
Logo kapely je stylisticky mnohem jednodušší než u většiny ostatních death metalových skupin. Pouze písmeno T je vyobrazeno jako obrácený kříž.

## Diskografie
Dema
- ...and God Created Satan to Blame for His Mistakes (1992)
- Altar (2007)

Studiová alba
- Youth Against Christ (1994)
- Ego Art (1996)[1]
- Provoke (1998)
- In the Name of the Father (1999)
- Red Harvest (2001)

Kompilační alba
- Until Heaven Forbids (2000)